# ホットマネー
ホットマネー（英 hot money）とは、短期運用が軸の資本のこと。

## 概要
ホットマネーは、1971年のニクソン・ショック以降に行き場を失ったユーロカレンシーで構成される国際資本である。
その多くが実体経済に不必要な貨幣であるため、各国の資産市場や金融市場を移動し続けている。また、レバレッジ効果により、元本の何倍にも膨れ上がっているため影響力は絶大である。

## 類似例
類似の資本は、貨幣経済が十分成長した後に蓄蔵された貨幣によって形成される。20世紀初頭の金本位制の時代においても、ロンドンを中心とした国際金融体制の中でホットマネーに近い形態の資本が移動していた。
1970年代以降、コンピューターとネットワークの発達、国際金融の自由化により国際資本がスピードを手にすると、足の速いホットマネーの本質が露見することになった。
当初、ホットマネーは先進国間の為替市場で大きく立ち回り、幾度かのドル危機をもたらした。また、新興国へも多額の投資が行なわれるようになった。
1980年代初頭、高金利政策によってホットマネーがドル志向を強めた際に、南米ではホットマネーの大量流出が起きた。南米は1960年代から資本輸入で工業化を進めていたが、1970年代のオイルショックなどを受けて経済変調をきたしており、このホットマネー流出により瞬く間に経済危機に陥り、累積債務問題を発生させた。
1994年、FRBの金融引き締めによってホットマネーがドル志向を強めた際に、メキシコではホットマネーの大量流出が起きた。メキシコは資本輸入で工業化を進め、先進国入り目前とまで言われたが、このホットマネー流出により経済危機に陥った。

## ホットマネーが関わった経済異変
- 1987年 ブラックマンデー
- 1992年 ポンド危機
- 1997年 アジア通貨危機
- 1998年 ロシア財政危機
- 2000年 ITバブル